# Bratwin
Bratwin – wieś w Polsce położona w województwie kujawsko-pomorskim, w powiecie świeckim, w gminie Dragacz.
Bratwin jest najstarszą wsią położoną w powiecie świeckim. W latach 1975–1998 miejscowość administracyjnie należała do województwa bydgoskiego. Według Narodowego Spisu Powszechnego (III 2011 r.) liczyła 430 mieszkańców. Jest szóstą co do wielkości miejscowością gminy Dragacz.

## Mennonici
Prawdopodobnie w 1596 roku w miejscowości osiedlili się mennonici. Mieli oni za zadanie zagospodarować obszary w dolinie Wisły, która dotąd często była zalewana przez rzekę. Osiedlali się oni na tych ziemiach na prawie holenderskim. Oznacza to, że mogli oni czerpać zyski z tytułu dzierżawy, ale bez prawa do własności ziemi i bez możliwości nabycia jej przez zasiedzenie. Pozostałością tego osadnictwa jest nieczynny cmentarz protestancki.

## Zabytki
Według rejestru zabytków NID na listę zabytków wpisana jest drewniana chata nr 38, dawniej nr 29 (holenderska), z roku 1859, nr rej.: 330 z 20.02.1964.